# Kordon (wojsko)
Kordon (fr. cordon, wł. cordone) – w dawnym języku wojskowym równomierne ugrupowanie strategiczne oddziałów w jednej wąskiej linii, które w teoretycznym założeniu miało na celu dać możliwość obrony na każdym punkcie tego ugrupowania.
Przy zastosowaniu kordonowego systemu ugrupowania strategicznego oddziały były wyciągnięte jakby sznurem (stąd nazwa), który zamyka dostęp do bronionego przez kordon obszaru.
System kordonowy obrony powstał w połowie XVII wieku we Francji na skutek wprowadzenia przez Franciszka Michała le Tellier, markiza de Louvois systemu zaopatrywania wojska z magazynów i związanego z nim tak zwanego systemu pięciomarszowego, gdyż dzięki niemożności oddalenia się oddziałów dalej jak na pięć marszów dziennie od magazynów pojawiła się konieczność ich obrony, a w związku z tym i konieczność równomiernego ugrupowania armii na kierunkach, prowadzących ku magazynom. Powstał w ten sposób system strategiczny sztywny, pozbawiony idei manewru w wielkim stylu i bardzo wrażliwy na zaatakowanie linii komunikacyjnych, prowadzących od oddziałów ku magazynom, a jednocześnie sztuka wojenna zwyrodniała i straciła na rozmachu i dążności do zniszczenia sił żywych przeciwnika. W związku z przyjęciem przez całą Europę Zachodnią magazynowego systemu zaopatrywania, cała Europa Zachodnia przyjęła też z małymi wyjątkami system kordonowy, który tak wszedł w krew wodzów XVII i XVIII wieku, że nawet wtedy, gdy operacja strategiczna nie polegała na obronie magazynów stosowali oni kordon i zajmowali swoimi wojskami linie obronne, przypisując im wielkie znaczenie i rozrzucając armie małymi oddziałami.
Kordon miał ponadto zastosowanie jako szereg posterunków wojskowych, będących ze sobą w łączności, jako środek izolowania pewnych obszarów przed wtargnięciem chorób zakaźnych.